# Missão Militar Francesa

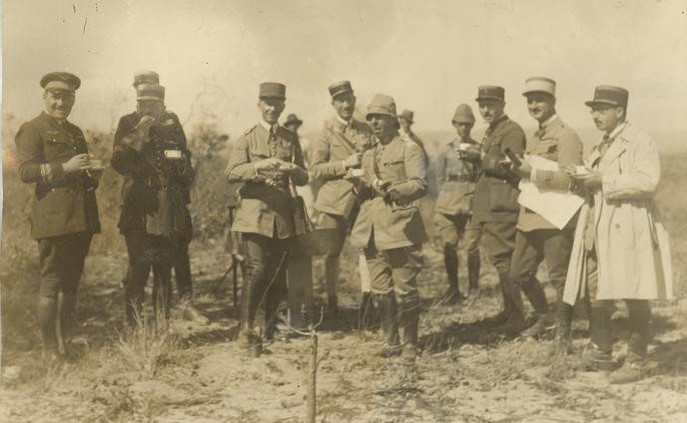
Instrutores franceses em exercícios militares em Belo Horizonte em 1931, com o então chefe da missão, general Charles Huntziger, como terceiro da esquerda para a direita

A Missão Militar Francesa (MMF) de Instrução no Brasil, chefiada pelo general Maurice Gamelin, foi contratada no dia 8 de setembro de 1919 para orientar, a partir de 1920, a modernização do Exército Brasileiro (EB). Inicialmente prevista para quatro anos, teve seu contrato renovado, sucessivamente, por 20 anos, permanecendo no Brasil de 1920 a 1940. Consistia em reorganizar, em um primeiro momento, as escolas militares e, em seguida, o próprio Exército. Os termos do contrato estipulavam que oficiais franceses comandariam durante quatro anos as escolas de Estado-Maior (ECEME), de Aperfeiçoamento de Oficiais (EsAO), de Intendência, Veterinária, Saúde, Equitação e Educação Física.
Uma missão militar de treinamento já havia sido anteriormente contratada pelo governo do Estado de São Paulo em 1905  a fim de promover a profissionalização dos integrantes da polícia ostensiva, já havendo portanto experiência pregressa Brasil-França nesse tipo de cooperação militar.